# Dawid Rosenthal

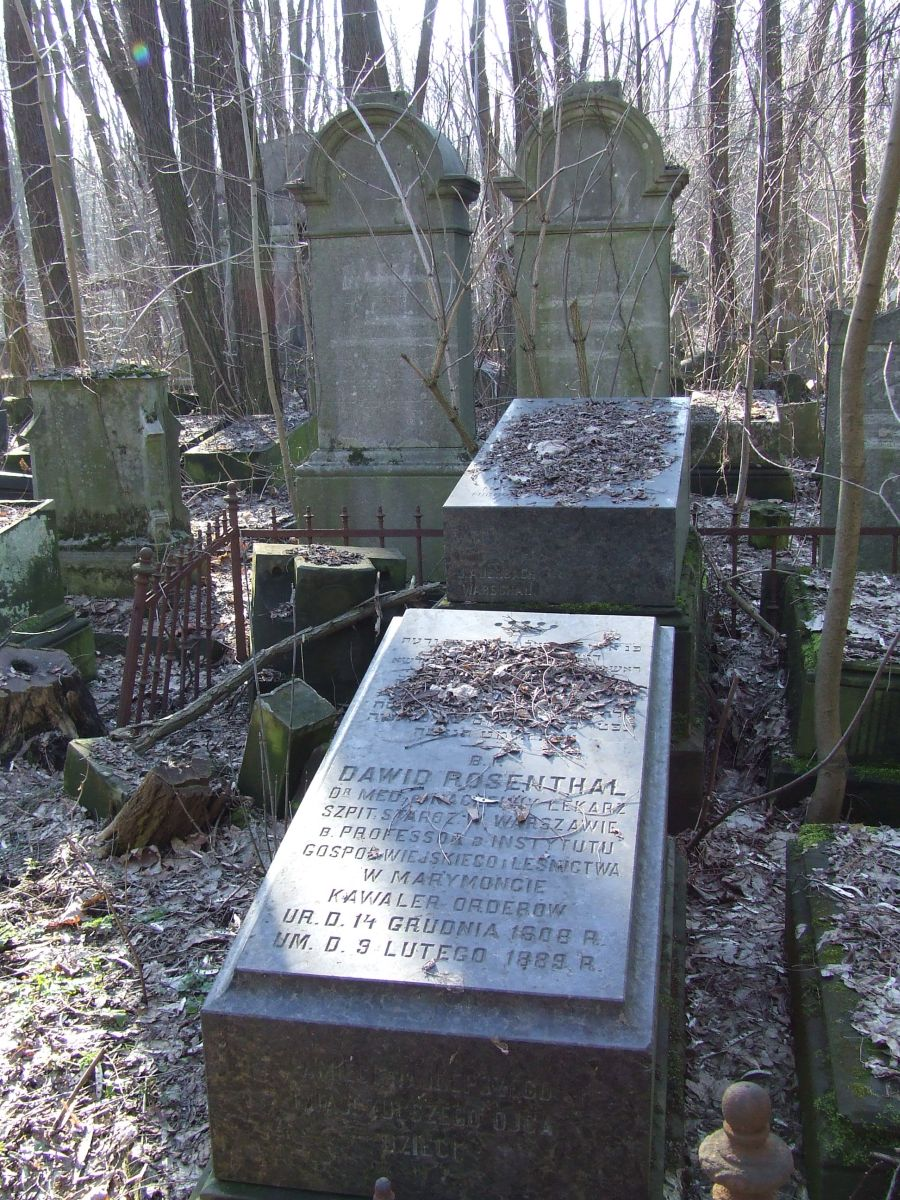
Grób Dawida Rosenthala na cmentarzu żydowskim w Warszawie

Dawid Rosenthal (ur. 14 grudnia 1808 w Tarnogrodzie, zm. 9 lutego 1889 w Warszawie) – polski lekarz żydowskiego pochodzenia.

## Życiorys
Urodził się w Tarnogrodzie w rodzinie żydowskiej, jako syn Filipa (Pinchasa) Rosenthala, lekarza wojskowego, potem lekarza ordynacji Zamoyskich i Idy Horowic. Ukończył gimnazjum we Lwowie, studiował filozofię na Uniwersytecie Lwowskim i medycynę na Uniwersytecie Wiedeńskim w latach 1826–1831. Po ukończeniu studiów wysłany na Węgry do zwalczania epidemii cholery. 5 sierpnia 1834 na Uniwersytecie Wiedeńskim otrzymał tytuł doktora medycyny na podstawie dysertacji De morbilis corumque anomalis. Dyplom nostryfikował w Warszawie. Od 1836 pełnił obowiązki ordynatora oddziału wewnętrznego Szpitala Starozakonnych w Warszawie. W 1849 został profesorem higieny i dietetyki Instytutu Gospodarstwa Wiejskiego i Leśnictwa w Marymoncie. Od 1879 prowadził praktykę prywatną.
Był honorowym członkiem Towarzystwa Lekarskiego Warszawskiego i Towarzystwa Fizyczno-Medycznego w Moskwie. W dniu 12 stycznia 1877 otrzymał szlachectwo dziedziczne Królestwa Polskiego.
Z małżeństwa z Dorotą Giwartowską (1813–1878) miał ośmioro dzieci: Elizę (1838-1901, żonę Jakuba Kona, absolwenta Instytutu Agronomicznego w Marymoncie, powstańca styczniowego), Różę (1839-1881, żonę Ludwika Chwata, lekarza), Jakuba (1844–1912, lekarza), Kazimierza (1846-1911, lekarza), Idalię (ur. 1847), Matyldę (ur. 1848), Adelę (1851-1852) i Annę (ur. 1853).
Zmarł w Warszawie. Pochowany jest na cmentarzu żydowskim przy ulicy Okopowej (kwatera 26, rząd 1).